# Des Henkers Bruder
Des Henkers Bruder ist ein Kinderfilm der DEFA von Walter Beck aus dem Jahr 1979 nach dem gleichnamigen Roman von Hanna-Heide Kraze aus dem Jahr 1956.

## Handlung
Im 16. Jahrhundert, am Vorabend des Bauernkrieges, lebt die verarmte Bauernfamilie Herlinger in einem Dorf im Thüringischen. Da sie nichts mehr zum Essen haben, will der Vater in die nächste Stadt, um eine Kuh zu verkaufen. Im eigenen Ort will keiner mit ihnen Geschäfte machen, denn der ältere Sohn arbeitet als Henker für die Herrschenden. Da die Kuh selbst schon sehr schwach ist, geht der jüngere Sohn Christoph seinem Vater hinterher, um ihm zu helfen. Als sie an einer Schänke vorbeikommen, geht der Vater hinein und betrinkt sich. Da er die Zeche nicht begleichen kann, gibt er die Kuh als Bezahlung.
In der Gaststätte saßen auch die zwei Fuhrmänner Joß und Hieronymus, die den Vater Herlinger nach Hause bringen wollen, da er nicht mehr in der Lage ist zu laufen. Auf dem Weg geraten sie in eine Falle, die von den Gefolgsleuten des Burgherrn von Scharfenstein eingerichtet wurde. Zwar haben diese es auf einen reichen Kaufmann abgesehen, der die gleiche Reiseroute hat, doch die Fuhrleute waren eher da. Diese wehren sich erfolgreich gegen den Überfall und nehmen dabei den Sohn des Grafen als Geisel. Christoph bekommt die Aufgabe, diesen mit einem Messer am Hals an der Flucht zu hindern. Die Scharfensteiner rächen sich deshalb an der Familie Herlinger, indem sie ihr Grundstück niederbrennen, in dem auch Christophs Eltern umkommen.
Joß und Hieronymus nehmen den Jungen zu sich und versuchen ihm eine Ausbildung zum Bauern zu geben. Aber auch das Lesen und Schreiben sowie das Fechten muss er erlernen, denn seine Lehrer sind führende Mitglieder des Geheimbundes der Bauern. Auch Christoph wird in diesen aufgenommen. Als Hieronymus eine Fahne, die das Zeichen für den Beginn des Aufstandes sein soll, aus einem Versteck holen will, erfährt Christoph, dass der überall gegenwärtige Octavio ein Spitzel sein soll, und reitet Hieronymus hinterher, um ihn zu warnen. Er kommt aber zu spät und kann nur noch zusehen, wie dieser verhaftet wird. Also holt er selbst die Fahne, wird aber auf dem Rückweg von den Leuten des Burgherrn Scharfenstein gestellt. Hier erkennt ihn der Sohn des Burgherrn wieder und fordert ihn zum Kampf heraus. Da Christoph inzwischen kämpfen gelernt hat, gewinnt er und tötet seinen Gegner. Nun wird er gefangen genommen und in die Stadt zum Henker gebracht.
Im Kerker trifft er Hieronymus wieder, der gefoltert und gequält wurde und im Sterben liegt. Aber auch seinen Bruder Jakob, den Henker, sieht er wieder. Dieser ist bestürzt darüber, auf welcher Seite sein kleiner Bruder kämpft. Doch er ist auch erschüttert über das Schicksal seiner Eltern. Er lässt Christoph heimlich laufen und dieser bringt die Fahne zum Geheimbund, der Aufstand kann beginnen.

## Produktion
Des Henkers Bruder wurde von der Künstlerischen Arbeitsgruppe „Berlin“ auf ORWO-Color gedreht und hatte am 2. Februar 1979 anlässlich des ersten nationalen Kinderfilmfestivals Goldener Spatz im Panorama-Palast in Gera seine Uraufführung. Der allgemeine Kinostart erfolgte am 9. Februar 1979 anlässlich der Eröffnungsveranstaltung zum nationalen Kinderfilmfestival im Berliner Kino Colosseum. Die Erstausstrahlung im 1. Programm des Fernsehens der DDR fand im Rahmen der Reihe Flimmerstunde am 29. März 1980 statt.
Die Außenaufnahmen wurden zum Teil in und um Arnstadt gedreht. Das Szenarium stammt von Brigitte Kirsten und Gudrun Deubener.

## Kritik
Horst Knietzsch schrieb im Neuen Deutschland über den Film, dass der Regisseur sich sehr um die Vermittlung positiver Verhaltensformen bemühte. Es fehlte jedoch manchmal an der Feinfühligkeit, dem historischen Geschehen eine leidenschaftliche, auch emotional stärker berührende Dimension zu geben.
Das Lexikon des internationalen Films stellt fest, dass dieser sozialkritische Film auf ebenso drastische wie aufklärerische Weise die Klassenunterschiede der Feudalzeit ausmalt.